# Anna Bolena, una questione di famiglia
Anna Bolena, una questione di famiglia (Bring Up the Bodies) è un romanzo storico di Hilary Mantel del 2012. Secondo libro di una trilogia dedicata a Thomas Cromwell, I conte di Essex, primo ministro alla corte di Enrico VIII d'Inghilterra, esso narra la disfatta della regina Anna Bolena nel 1536 ad opera di Cromwell dopo quella di Tommaso Moro nel primo libro. 
Il romanzo ha vinto il Booker Prize. Lo stesso riconoscimento era stato assegnato al precedente volume della trilogia, Wolf Hall, nel 2009.

## Trama
È la fine dell'anno 1535: Thomas Cromwell si trova con il re Enrico a Wolf Hall, la dimora della famiglia Seymour, una delle tappe della processione reale nel regno. Cromwell intende chiedere in sposa a Sir John Seymour una delle sue figlie, la timida ed esangue Jane, dama di compagnia della regina Anna: si trova tuttavia costretto a soffocare i suoi sentimenti quando anche Enrico s'invaghisce della giovane.
Intanto il matrimonio tra il re ed Anna Bolena è sempre più burrascoso ed instabile: dopo due anni la coppia non ha ancora avuto un figlio maschio ed Anna mette a dura prova la pazienza del marito con il suo carattere irascibile e la sua schiettezza. L'Inghilterra è inoltre isolata dal resto dell'Europa: il papa ha intenzione di scomunicare Enrico, la Francia non intende fidanzare il Delfino con la figlia di Anna Bolena, la principessa Elisabetta, l'imperatore di Spagna Carlo V è insultato dall'umiliante trattamento di sua zia Caterina, la prima moglie di Enrico ripudiata ed esiliata dalla corte, e nessuna nazione sembra voler riconoscere la nuova regina. Lo stesso Cromwell si accorge di come la sua alleanza con lei si sia incrinata; la situazione pare comunque rasserenarsi quando Anna si scopre di nuovo incinta. 
Caterina, imprigionata a Kimbolton e separata dall'amata figlia Maria, cade malata e la corte attende con apprensione la sua morte, che risolverebbe la disputa tra Inghilterra e Spagna. Quando finalmente giunge la notizia Enrico organizza un torneo per festeggiare, ma durante la giostra ha un grave incidente a cavallo ed entra in coma. Cromwell si convince che i Bolena, che sarebbero di fatto a capo del regno con la principessa Elisabetta al trono ed Anna come reggente, giustizierebbero lui e Maria, considerata in Europa la legittima erede del re rispetto ad Elisabetta. Enrico però si risveglia dal coma ma Anna per lo shock dell'incidente perde a sua volta il bambino, e con esso definitivamente l'amore del marito.
Cromwell, deciso più che mai a distruggere i Bolena prima di venire lui stesso distrutto, si allea con i Seymour contro Anna per far incoronare al suo posto Jane, le cui simpatie cattoliche e filospagnole porterebbero la pace tra l'Inghilterra e l'Europa. Egli istruisce Jane ad accettare la corte del re ma le intima di non concedersi mai a lui per non far affievolire la sua passione: l'apparente leggiadra castità di lei, opposta al focoso temperamento della regina, la rendono così attraente ad Enrico a tal punto da ordinare a Cromwell di trovare un modo per liberarlo della sua scomoda seconda moglie.
Memore degli uomini della fazione dei Bolena che avevano complottato contro il cardinale Wolsey, suo amato protettore, egli si vendica raccogliendo voci e testimonianze che accusano alcuni di loro (Henry Norris, Francis Weston e William Brereton) di essersi uniti alla regina. Tra essi viene aggiunto persino il fratello di lei, Giorgio Bolena. Ad aiutarlo è la cinica Lady Rochford, sposata con Giorgio e desiderosa di disfarsi del suo infelice matrimonio, e Lord Norfolk, zio di Anna e talmente spregiudicato da essere pronto a tradire la nipote per poter rimanere al potere. Con l'enorme carico di pettegolezzi, tutti falsi, e dopo aver torturato per avere una confessione il musicista di Anna, Mark Smeaton, Cromwell riesce così a far arrestare lei e i suoi presunti amanti con l'accusa di adulterio e alto tradimento. Nonostante il processo sia palesemente truccato gli imputati vengono tutti giudicati colpevoli e condannati a morte ed Enrico è libero di sposare Jane Seymour.
Il romanzo si conclude con la straziante esecuzione pubblica di Anna, innocente: Cromwell è salvo per il momento, ma realizza quanto facile sarebbe per lui fare la stessa fine.

## Edizioni
- Hilary Mantel, Anna Bolena, una questione di famiglia, Fazi Editore, 2013, ISBN 9788864116174.